# Doctors
 Ikke at forveksle med den britiske tv-serie Doctors (tv-serie fra 2000).
Doctors er en sydkoreansk tv-drama/serie fra 2016 på 20 episoder. Hovedrollerne spilles af henholdsvis Kim Rae-won (Hong Ji-hong), Park Shin-hye (Yoo Hye-jung), Yoon Kyun-sang (Jung Yoon-do) og Lee Sung-kyung (Jin Seo-woo).